# Crash (tv-serie)
 For alternative betydninger, se Crash. (Se også artikler, som begynder med Crash)
Crash - Truslen fra det sorte hul er en dansk science fiction tv-serie i 13 episoder for børn og unge, produceret af Danmarks Radio i 1984. Forfatter, instruktør og producer var Carsten Overskov. Serien var en stor special effects-mæssig satsning og opgave, drevet af et ønske om større udfordringer til DR's daværende dukkeværksted; bl.a. medarbejderne Søren Buus og Tanja Lauridsen.

## Handling
Drengen Birger har en samling hæfter af tegneserien Thunderboy, deriblandt det allerførste nummer. En dag opdager hans forældre, at netop dét nummer kan sælges for 10.000 kroner. Birger ransager sit tagværelse, men finder det ikke, sparker i frustration til sit skrivebord og opdager således, at værelset er i stand til at fungere som et rumskib: Det kan styres med hans skrivebordslampe og båndsalat-ramte kassettebåndoptager. Han rejser ud i rummet, hvor han møder superskurken Barry Slisk, der har taget Birgers blad i pant mod en lille tjeneste. Slisk holder sammen med sine dragelignende, robotstyrede rumdestroyere og livgarde af kamprobotter til på en rumstation på kanten af et sort hul, hvor han arbejder på udførelsen af en ond plan. På sin færd møder Birger den smukke pige Iris fra planeten Pietos, i den anden ende af galaksen. Sammen med de undselige livsformer fra planeten Goplos, giver Iris en stor hånd med i kampen, der nu ikke blot drejer sig om at skaffe Thunderboy tilbage, men om at redde solsystemet, ja hele galaksen.

## Format, produktion og udbredelse
I kraft af Overskovs erfaring med radio tegneserie-formatet, kan serien opfattes som en radio-tegneserie med levende billeder: Ingen af de medvirkendes replikker bliver hørt, men kommer i stedet til udtryk som hovedpersonen Birgers tanker og fortælling med Carsten Overskovs stemme, der var optaget i forvejen og blev afspillet som playback under billedoptagelserne.
DR lånte ekspertise og erfaring fra Bill Pearson og BBC's visual effects-afdeling til at gennemføre projektet.
Serien blev vist i både Norge og Sverige.
Crash findes også som bog under titlen Truslen fra det sorte hul, udkommet samme år.

## Medvirkende
| Skuespiller         | Rolle                                        |
| ------------------- | -------------------------------------------- |
| Lars Ranthe         | Birger                                       |
| Anne Marie Helger   | Mor                                          |
| Peter Steen         | Far                                          |
| Jeannie Mortensen   | Iris fra Pietos                              |
| Jakob Christensen   | Barry Slisk                                  |
| Ib Thykier          | Munk og Robot                                |
| Torben Hundahl      | Vikingen Leif Roarsson. Resumé og refleksion |
| Niels Skousen       | Forsker fra Jorden, metalekspert             |
| Hans Kragh-Jacobsen | Patriarken på Pietos                         |
| Carsten Overskov    | Birgers stemme                               |

## Afsnit
1. Et spark opad
2. Suget fra det sorte hul
3. Den store plan
4. Den plagede planet
5. Det store offer
6. Et spring i døden
7. Massakren
8. En viking i skabet
9. Rejsen ind i det sorte hul
10. Den vilde jagt
11. Robotternes skæbnetime
12. Hvem myrder hvem?
13. Opgøret

## Fodnoter
1. 1 2  rulletekster i alle afsnit: Jacob; men info på Bonanza og rulletekst på bag om-udsendelse: Jakob
2. ↑  Carsten Overskov i bag om-udsendelsen 01m18s
3. ↑  William Pearson
4. ↑  bagom-udsendelse 09m15s
5. ↑  eller Roarson, afs. 11 07m10s